# Powszelatek malwowiec
Powszelatek malwowiec (Pyrgus malvae) – motyl dzienny z rodziny powszelatkowatych.

## Wygląd
Rozpiętość skrzydeł od 24 do 26 mm, dymorfizm płciowy słabo zaznaczony.

## Siedlisko
Leśne polany, nasłonecznione obrzeża lasów, przydroża, tereny ruderalne, lasostepy, murawy kserotermiczne i inne.

## Biologia i rozwój
W Polsce wykształca tylko jedno pokolenie w roku (maj-początek lipca). Rośliny żywicielskie: różne gatunki z rodziny różowatych, m.in. pięciornik rozłogowy, maliny, poziomki, a ponadto rzepik pospolity, wiązówka błotna, krwiściąg mniejszy. Jaja barwy białawej składa pojedynczo na spodniej stronie liścia rosnących w ciepłych miejscach roślin żywicielskich. Larwy wylęgają się po 1-2 tygodniach; po 2 miesiącach następuje przepoczwarczenie.

## Rozmieszczenie geograficzne
Gatunek palearktyczny, w Polsce jest pospolity i występuje na terenie całego kraju.